# Momisis longicornis
Momisis longicornis es una especie de escarabajo longicornio del género Momisis, tribu Astathini, subfamilia Lamiinae. Fue descrita científicamente por Pic en 1912.
La especie se mantiene activa durante los meses de mayo y junio.

## Descripción
Mide 7-16 milímetros de longitud.

## Distribución
Se distribuye por China, Laos y Vietnam.